# The Flight Attendant (série de televisão)
The Flight Attendant (no Brasil: A Comissária de Bordo) é uma série de televisão americana via streaming, baseada no livro de mesmo nome escrito por Chris Bohjalian e lançado em 2018. É estrelada por Kaley Cuoco no papel principal e estreou na HBO Max em 26 de novembro de 2020. Em dezembro de 2020, a série foi renovada para segunda temporada. A segunda temporada está programada para estrear na primavera de 2022.

## Sinopse
Cassie Bowden é uma comissária de bordo que é uma alcoólatra imprudente, inclusive bebendo durante os voos, que passa seu tempo entre os voos se relacionando com caras aleatórios, incluindo clientes que ela conhece durante os voos. Ela acorda em um quarto de hotel em Bangkok, com a ressaca da noite anterior, com o cadáver de um passageiro de seu último voo deitado ao lado dela. Com medo de chamar a polícia, ela continua sua manhã como se nada tivesse acontecido, juntando-se aos outros comissários e pilotos que viajam para o aeroporto. Em Nova York, ela é recebida por agentes do FBI que a questionam sobre sua recente escala em Bangkok. Ainda incapaz de juntar as peças da noite, ela se pergunta se poderia ser a assassina.

## Elenco

### Principal
- Kaley Cuoco como Cassie Bowden
- Michiel Huisman como Alex Sokolov (primeira temporada)
- Zosia Mamet como Annie Mouradian
- Rosie Perez como Megan Briscoe
- T.R. Knight como Davey Bowden (primeira temporada; recorrente: segunda temporada)
- Michelle Gomez como Miranda Croft (primeira temporada)
- Colin Woodell como Buckley Ware (primeira temporada)
- Merle Dandridge como Kim Hammond (primeira temporada)
- Griffin Matthews como Shane Evans (primeira temporada)
- Nolan Gerard Funk como Van White (primeira temporada)
- Mo McRae como Benjamin Berry (segunda temporada)[6]
- Callie Hernandez as Gabrielle Diaz (segunda temporada)[6]
- JJ Soria como Esteban Diaz (segunda temporada)[6]

### Recorrente
- Bebe Neuwirth como Diana Carlisle
- Yasha Jackson como Jada Harris
- Stephanie Koenig como Sabrina Oznowich
- Jason Jones como Mr. Bowden
- Deniz Akdeniz como Max
- Terry Serpico como Bill Briscoe
- Ritchie Coster como Victor
- Ann Magnuson como Janet Sokolov
- Cheryl Hines como Dot Karlson (segunda temporada)
- Jessie Ennis como Jenny (segunda temporada)
- Mae Martin como Grace St. James (segunda temporada)
- Margaret Cho como Utada (segunda temporada)
- Santiago Cabrera como Marco (segunda temporada)
- Shohreh Aghdashloo como Brenda (segunda temporada)

## Episódios
| Temporada | Temporada | Episódios | Episódios | Originalmente exibido  | Originalmente exibido  |
| Temporada | Temporada | Episódios | Episódios | Estreia da temporada   | Final da temporada     |
| --------- | --------- | --------- | --------- | ---------------------- | ---------------------- |
|           | 1         | 8         | 8         | 26 de novembro de 2020 | 17 de dezembro de 2020 |
|           | 2         | 8         | 8         | 21 de abril de 2022    | 26 de maio de 2022     |

### 1.ª temporada (2020)
| N.º na série | N.º na temp. | Título                                            | Dirigido por    | Escrito por                             | Lançamento             |
| --- | ------------ | ------------------------------------------------- | --------------- | --------------------------------------- | ---------------------- |
| 1 | 1            | "In Case of Emergency" "Em Caso de Emergência"    | Susanna Fogel   | Steve Yockey                            | 26 de novembro de 2020 |
| A comissária de bordo Cassie é um alcoólatra imprudente que passa tempo entre os vôos ficando bêbada e transando com homens aleatórios. Ela tem um relacionamento tenso com seu irmão e tem flashbacks para trauma de sua infância. Ela tem sua melhor amiga que é advogada, Annie, e tem um relacionamento rochoso com sua amiga e colega de trabalho, Megan. Em um voo para Bangkok, ela flerta com um estranho bonito, Alex Sokolov. Quando o vôo pousa, eles saem para festas e ambos ficam bêbados e acabam fazendo sexo. Ela acorda na manhã seguinte e fica horrorizada ao encontrar Alex morto na cama ao lado dela, com sua garganta cortada. Com medo de ser presa, ela limpa a bagunça e sai. Ela é incapaz de se lembrar de quaisquer eventos da noite anterior, mas ao longo do tempo ela se lembra de flashes. Mais tarde ela percebe que ela perdeu seu cartão de identidade. Depois de voltar para casa para os Estados Unidos, ela é questionada pelos agentes do FBI, Van e Kim. Ela se faz parecer desconfiada tentando fingir que não sabe de nada. Ela acaba se lembrando que havia uma terceira pessoa com ela e Alex na noite em que ele foi assassinado. |              |                                                   |                 |                                         |                        |
| 2 | 2            | "Rabbits" "Coelhos"                               | Susanna Fogel   | Steve Yockey                            | 26 de novembro de 2020 |
| Cassie continua tendo conversas com sua visão de Alex, incluindo uma onde se lembra que se encontraram com Miranda, uma associada de Alex, em Bangkok. Em vez de entrar em contato com Annie, Cassie vai para o escritório de Alex esperando encontrar Miranda. O FBI a contatou, querendo questioná-la mais. Ela se reúne com Annie, diz a ela o que aconteceu, e atordoou-a com a revelação que ela visitou o escritório. Ela promete a Annie que não vai beber e chegará a tempo para a reunião do FBI, mas fica bêbado naquela noite e dorme com Buckley, um homem que ela conheceu em uma boate. Ela também continua um relacionamento tenso com Davey. Van e Kim descobrem que a filmagem de segurança do hotel desapareceu. Em Bangkok, Miranda tenta rastrear Cassie. O FBI tem uma foto de Cassie no escritório de Alex na UNISPHERE, então ela revela tudo, mas diz que Alex ainda estava vivo quando saiu. Megan começa a comercializar drogas para receber pendrives. Com a ajuda de Sabrina, Cassie percebe que Miranda pode ser assassina de Alex. |              |                                                   |                 |                                         |                        |
| 3 | 3            | "Funeralia" "Funerária"                           | Tom Vaughan     | Kara Lee Corthron & Ryan Jennifer Jones | 26 de novembro de 2020 |
| Cassie descobre que Miranda invadiu sua casa e fica assustada, precisando de respostas. Ela começa a se lembrar quando começou a beber quando criança no funeral de seu pai. Annie descobre que o FBI encontrou a arma do assassinato e está testando impressões digitais. Cassie se encontra com Sabrina e as duas começam a beber, a fim de Sabrina dizer algo sobre Miranda; No entanto, Sabrina nega ter bebido com Cassie. Megan se envolve em espionagem corporativa com a companhia do marido, roubando plantas de seu computador para outro negócio. Cassie acha que Alex namorou Miranda, então ela vai ao funeral à procura de respostas. O namorado hacker de Annie, Max, descobre que a UNISPHERE é de propriedade dos perigosos Sokolovs e que eles estão usando para lavar dinheiro. Cassie descobre que Alex não namorou Miranda, mas depois ouve a mãe e o pai de Alex falando sobre Miranda e destruindo documentos de uma empresa chamada Lionfish. Cassie rouba os documentos e a caminho de casa, ela é abordada por Miranda. |              |                                                   |                 |                                         |                        |
| 4 | 4            | "Conspiracy Theories" "Teórias da Conspiração"    | John Strickland | Ian Weinreich                           | 3 de dezembro de 2020  |
| Cassie escapa de Miranda. Buckley continua a perseguir Cassie. Annie é informada por sua chefe que agora deve o cliente da empresa para resgatar Cassie do funeral ilesa. O marido de Megan fica desconfiado de sua espionagem enquanto ela continua entregando arquivos ao governo coreano. Cassie segue a trilha dos documentos que ela roubou e com a ajuda de Max descobre que Lionfish e os Sokolovs voaram um avião de Teterboro, NJ a Portland, uma vez por semana com uma escalada muito curta. Ela fica no avião com a ajuda de Nate, mas descobre que nunca há passageiros sobre isso e que os pilotos fingem que viram passageiros. Ela descobre também que o avião está transportando partes de mísseis. Miranda encontra Sabrina, que promete a Miranda que não disse nada ou compartilhou informações. A visita Davey que faz a Cassie vai mal, pois ele acha que ela está bêbada quando diz não está. Irritada, ela faz sexo com Buckley. Ela percebe que Sabrina pode saber sobre os mísseis e o avião e vai falar com ela. Fora do prédio, ela fica horrorizada quando o corpo morto de Sabrina cai da janela do apartamento. |              |                                                   |                 |                                         |                        |
| 5 | 5            | "Other People's Houses" "Casas de Outras Pessoas" | Glen Winter     | Ticona S. Joy                           | 3 de dezembro de 2020  |
| Cassie e Max decidem investigar o apartamento de Alex para procurar evidências provando que os Sokolovs estão sujos e para limpá-la com o FBI após o assassinato de Sabrina. Van suspeita que Sabrina realmente cometeu suicídio, enquanto Kim acredita que ela fosse assassinada. Annie é chamada para pagar suas dívidas por um cliente misterioso e perigoso e é encarregada de dar um preso uma mensagem de que sua família será cuidada, ela deseja não passar com isso, mas não tem escolha de sua chefe. Lá, ela fica horrorizada ao dar comprimidos para o preso para morrer. Miranda é ordenada a voltar para casa por seu chefe. O marido de Megan fica suspeito. Buckley misteriosamente se encontra com Cassie. Cassie e Max investigam o apartamento de Alex, onde descobre que ele não era a pessoa que ela achava que era, com uma coleção inadequada de pornografia e muitas drogas. Eles encontram um endereço para o Lionfish e vão investigar, onde encontram um prédio vazio e abandonado. No interior, eles encontram os servidores de computadores da Lionfish e Sokolov que contêm passaportes misteriosos de pessoas que foram assassinadas, incluindo a de Cassie. Eles percebem que alguém sabe que eles estão lá e fogem. Na fuga, Max é atropelado intencionalmente por um carro. |              |                                                   |                 |                                         |                        |
| 6 | 6            | "After Dark" "Depois do Anoitecer"                | Batan Silva     | Jess Meyer                              | 10 de dezembro de 2020 |
| Max sobrevive, mas fica gravemente ferido, muito para o desgosto de Annie. Cassie tenta provar que ela e Max estavam fazendo um bom trabalho, no entanto, eles perderam um pendrive que estava no bolso das calças de Max. Annie diz a Cassie que elas devem parar com a amizade, o que faz Cassie entrar em uma depressão bebendo. Cassie chama Buckley e eles se juntam e então vão em um bar juntos. Van e Kim têm um agente espionando Cassie, que Cassie percebe, forçando-o a sair. Ele é assassinado por um assaltante desconhecido. Megan descobre que ela deixou para Cassie um correio de voz dela conversando com os coreanos e exclui do telefone de Cassie enquanto ela está em um bar bêbado. Cassie e Alex deduzem em sua cabeça que sua infância não era como ela se lembrava e que Davey foi mal tratado. Cassie, em lágrimas, tenta fazer as pazes com Annie, que se recusa quando ela aponta que elas realmente não sabem quem são e sua amizade acaba. Cassie, deflacionada, diz que ela vai se arrepender quando ela acabar morta. Annie sai do trabalho na empresa de advocacia. Cassie e Buckley são presos e Cassie pede desculpas a Davey por não ter percebido que ele não foi amado pelo pai, quando eram crianças. O marido de Megan é chamado para o trabalho devido a um problema de computador. Alguém tenta assassinar Miranda, que paga a fiança de Cassie e se aproxima dela com uma arma, dizendo que elas precisam conversar. |              |                                                   |                 |                                         |                        |
| 7 | 7            | "Hitchcock Double" "Dublê de Hitchcock"           | Marcos Siega    | Meredith Lavender & Marcie Ulin         | 10 de dezembro de 2020 |
| Miranda descobre que Cassie não é a assassina de Alex e não tem o dinheiro que ela está procurando. Ela compartilha com Cassie que Victor, chefe da mafia, deve ter contratado seu executor, Felix, para matá-las e que esse excutor é aquele que matou Alex por seu dinheiro. Cassie e Davey se reconciliam e Cassie também faz as pazes com Annie, mas decide que é melhor para ela e Miranda fugirem em vez de envolver Annie para salvá-las. Flashbacks revelam que Cassie sente que ela é culpada pela morte de seu pai, pois ambos estavam bebendo enquanto ele estava dirigindo e ela manteve isso em segredo. Annie diz a Max que o ama. O marido de Megan é suspeito de se envolver com a espionagem norte-coreana e ele percebe que Megan é a verdadeira culpada. Cassie percebe que ela tem um problema de bebida e essas revelações a ajudam a lembrar de onde Alex havia colocdo a senha criptografia para ter acesso ao dinheiro. Ela e Miranda vão recuperá-lo e são seguidos por Felix, fazendo com que elas trabalem em equipe. Elas pulam para o telhado de um prédio próximo e Miranda perde o livro. No entanto, Cassie vê que Felix é realmente Buckley. Ela e Miranda fazem um plano para se usar como isca e pegá-lo. |              |                                                   |                 |                                         |                        |
| 8 | 8            | "Arrivals & Departures" "Chegadas & Partidas"     | Marcos Siega    | Steve Yockey                            | 17 de dezembro de 2020 |
| As impressões digitais de Cassie são encontradas na garrafa. Miranda descobre a localização de Victor e confronta-o, antes de matá-lo e pegando o dinheiro. Isso faz com que ela perca o vôo para Roma. Buckley segue Cassie para Roma e tenta seqüestrá-la. Mais tarde ele captura Miranda. Cassie escapa e obtém uma arma de Enrico, um rapaz italiano que ela mateve amizade. Annie encontra o PenDrive com todas as provas que inocentam Cassie e dá para Van e Kim, exonerando Cassie, como todos eles percebem Buckley é o assassino de Alex. Megan e Cassie compartilham seus segredos uma com a outra enquanto Megan continua fugindo. Cassie dá um beijo de despedida em Alex na sua imaginação. Cassie é confrontada por Buckley, que divulga que ele vem perseguindo-a desde Bangkok. Buckley tenta matar Cassie e Enrico, mas ambos são salvos por Shane, um comissário de bordo amigo de Cassie, que prendem Buckley. Shane revela que ele tem trabalhado com a CIA em segredo e investigando Megan. Miranda desaparece, mas dá a Cassie o livro. De volta para casa, Cassie se encontra com Davey, prometendo que ela será diferente de agora em diante. Cassie promete permanecer sóbria para Davey e Annie. Shane diz a Cassie que a CIA está interessada nela para se tornar uma espiã. Cassie fica interessada. |              |                                                   |                 |                                         |                        |

### 2.ª temporada (2022)
| N.º na série | N.º na temp. | Título | Dirigido por   | Escrito por                          | Lançamento          |
| ------------ | ------------ | --- | -------------- | ------------------------------------ | ------------------- |
| 9            | 1            | "Seeing Double" "Cogumelos, Tasers E Ursos, Minha Nossa!"                                                                                     | Silver Tree    | Steve Yockey                         | 21 de abril de 2022 |
| 10           | 2            | "Mushrooms, Tasers, and Bears, Oh My!" "Cogumelos, Tasers E Ursos, Minha Nossa!"                                                              | Susanna Fogel  | Elizabeth Benjamin & Jess Meyer      | 21 de abril de 2022 |
| 11           | 3            | "The Reykjavik Ice Sculpture Festival Is Lovely This Time of Year" "O Festival De Esculturas De Gelo De Reykjavik É Lindo Nessa Época Do Ano" | Jennifer Phang | Louisa Levy & Ryan Jennifer Jones    | 28 de abril de 2022 |
| 12           | 4            | "Blue Sincerely Reunion" "Reencontro No Blue Sincerely"                                                                                       | Jennifer Phang | Natalie Chaidez & Haruna Lee         | 28 de abril de 2022 |
| 13           | 5            | "Drowning Women" "Mulheres Se Afogando" | Pete Chatmon   | Liz Sagal & Steve Yockey             | 5 de maio de 2022   |
| 14           | 6            | "Brothers & Sisters" "Irmãos e Irmãs" | Silver Tree    | Ian Weinreich & Kristin Layne Tucker | 12 de maio de 2022  |
| 15           | 7            | "No Exit" "Sem Saída" | Silver Tree    | Jess Meyer                           | 19 de maio de 2022  |
| 16           | 8            | "Backwards and Forwards" | Silver Tree    | Steve Yockey                         | 26 de maio de 2022  |

## Produção

### Desenvolvimento
Em 27 de outubro de 2017, foi anunciado que a produtora de Kaley Cuoco, Yes, Norman Productions, havia adquirido os direitos do romance The Flight Attendant.  O romance seria desenvolvido em uma série de televisão limitada com Cuoco como produtor executivo. Em 1º de julho de 2019, foi anunciado que Greg Berlanti havia se juntado à série como produtor executivo através da Berlanti Productions.  Em 1 de julho de 2019, foi anunciado que a série se juntaria ao novo serviço de streaming da WarnerMedia, HBO Max.
Em 18 de dezembro de 2020, a série foi renovada para segunda temporada. A segunda temporada está programada para estrear na primavera de 2022.

### Seleção de elenco
Após o anúncio do desenvolvimento da série, Cuoco também foi escalado para estrelar a série limitada. Em setembro de 2019, Sonoya Mizuno foi escalada para estrelar ao lado de Cuoco. Em outubro, Michiel Huisman, Colin Woodell, Rosie Perez e Zosia Mamet juntaram-se ao elenco da série. Em novembro de 2019, Merle Dandridge, Griffin Matthews e T.R. Knight juntaram-se ao elenco da série. Em dezembro de 2019, Nolan Gerard Funk se juntou ao elenco. Bebe Neuwirth foi adicionada em um papel recorrente em fevereiro de 2020. Em agosto de 2020, Michelle Gomez se juntou ao elenco da série, substituindo Mizuno. Em outubro de 2020, Yasha Jackson se juntou ao elenco em um papel recorrente. Em setembro de 2021, Mo McRae, Callie Hernandez e JJ Soria foram escalados como novos regulares da série, enquanto Cheryl Hines, Jessie Ennis, Mae Martin, Margaret Cho, Santiago Cabrera e Shohreh Aghdashloo foram escalados em papéis recorrentes.

### Filmagens
As filmagens começaram em novembro de 2019 em Bangkok, Tailândia, antes de continuar em White Plains,Nova York, em dezembro. Em 12 de março de 2020, a Warner Bros. Television encerrou a produção da série devido à pandemia de COVID-19. A produção dos dois episódios restantes da série foi retomada em 31 de agosto de 2020, em Nova York. Para a segunda temporada, a série mudará sua produção para a Califórnia para aproveitar os incentivos fiscais fornecidos pela California Film Commission.

## Lançamento
A série estreou em 26 de novembro de 2020 com os três primeiros episódios disponíveis. Em 20 de outubro de 2020, um trailer oficial da série e o plano de lançamento dos episódios após a estreia foram lançados;  dois episódios estão programados para serem lançados em 3 de dezembro, seguidos por mais dois episódios em 10 de dezembro, e então o final da série em 17 de dezembro.

## Recepção
A série foi aclamada pela crítica. Para a minissérie, o site agregador de resenhas Rotten Tomatoes relatou uma taxa de aprovação de 98% com base em 42 resenhas, com uma classificação média de 7,42/10. O consenso dos críticos do site diz: "Kaley Cuoco brilha como uma bagunça quente em The Flight Attendant, uma fatia viciante e intrigante de polpa cheia de estilo que trará aficionados por mistério ao Cloud Nine." O Metacritic deu à série uma pontuação média ponderada de 76 de 100 com base em 19 análises críticas, indicando "análises geralmente favoráveis".
Revendo a série para a Rolling Stone, Alan Sepinwall deu 3,5 de 5 estrelas e disse: "Cuoco é nítida e agradável do começo ao fim, dois ingredientes necessários para interpretar um personagem que faz uma cena onde quer que vá."